# 竹田町 (名古屋市)
竹田町（たけだちょう・たけだまち）は、愛知県名古屋市瑞穂区の地名。現行行政地名は竹田町1丁目から竹田町4丁目。住居表示未実施地域。

## 地理
名古屋市瑞穂区北西部に位置する。東は瑞穂町、西は堀田通、南は太田町、北は昭和区に接する。

## 歴史

### 町名の由来
瑞穂町の小字名「竹子（たけのこ）」「臼田（うすた）」「太田（おおた）」などの合成地名。このうち「竹子」は瑞穂台地上にあり、高い所を表すのだという。「太田」などの「田」は、文字通り水田を表す。

### 沿革
- 1931年（昭和6年）2月1日 - 南区瑞穂町字臼田・太田・上ノ切・竹子および御器所町字部田・下島田・高辻の各一部により、同区竹田町1〜4丁目として成立[1]。
- 1937年（昭和12年）10月1日 - 行政区の変更に伴い、昭和区竹田町となる[12]。
- 1944年（昭和19年）2月11日 - 行政区の変更に伴い、瑞穂区竹田町となる[12]。

## 世帯数と人口
2019年（平成31年）3月1日現在の世帯数と人口は以下の通りである。
| 町丁   | 世帯数  | 人口    |
| ------ | ------- | ------- |
| 竹田町 | 460世帯 | 1,065人 |

### 人口の変遷
国勢調査による人口の推移
| 1950年（昭和25年） | 1,625人 | [ 13 ] |  |
| 1955年（昭和30年） | 2,037人 | [ 13 ] |  |
| 1960年（昭和35年） | 2,109人 | [ 14 ] |  |
| 1965年（昭和40年） | 1,840人 | [ 14 ] |  |
| 1970年（昭和45年） | 1,627人 | [ 15 ] |  |
| 1975年（昭和50年） | 1,338人 | [ 15 ] |  |
| 1980年（昭和55年） | 1,192人 | [ 16 ] |  |
| 1985年（昭和60年） | 1,163人 | [ 16 ] |  |
| 1990年（平成2年）  | 1,181人 | [ 17 ] |  |
| 1995年（平成7年）  | 1,141人 | [ 18 ] |  |
| 2000年（平成12年） | 1,202人 | [ 19 ] |  |
| 2005年（平成17年） | 1,250人 | [ 20 ] |  |
| 2010年（平成22年） | 1,130人 | [ 21 ] |  |

## 学区
市立小・中学校に通う場合、学校等は以下の通りとなる。また、公立高等学校に通う場合の学区は以下の通りとなる。
| 番・番地等 | 小学校               | 中学校                   | 高等学校 |
| ---------- | -------------------- | ------------------------ | -------- |
| 全域       | 名古屋市立御劔小学校 | 名古屋市立瑞穂ヶ丘中学校 | 尾張学区 |

## 施設
- 愛知県営竹田住宅[9]
- 名古屋市上下水道局高辻雨水滞水池[8]
- 真宗大谷派安祐寺[9]

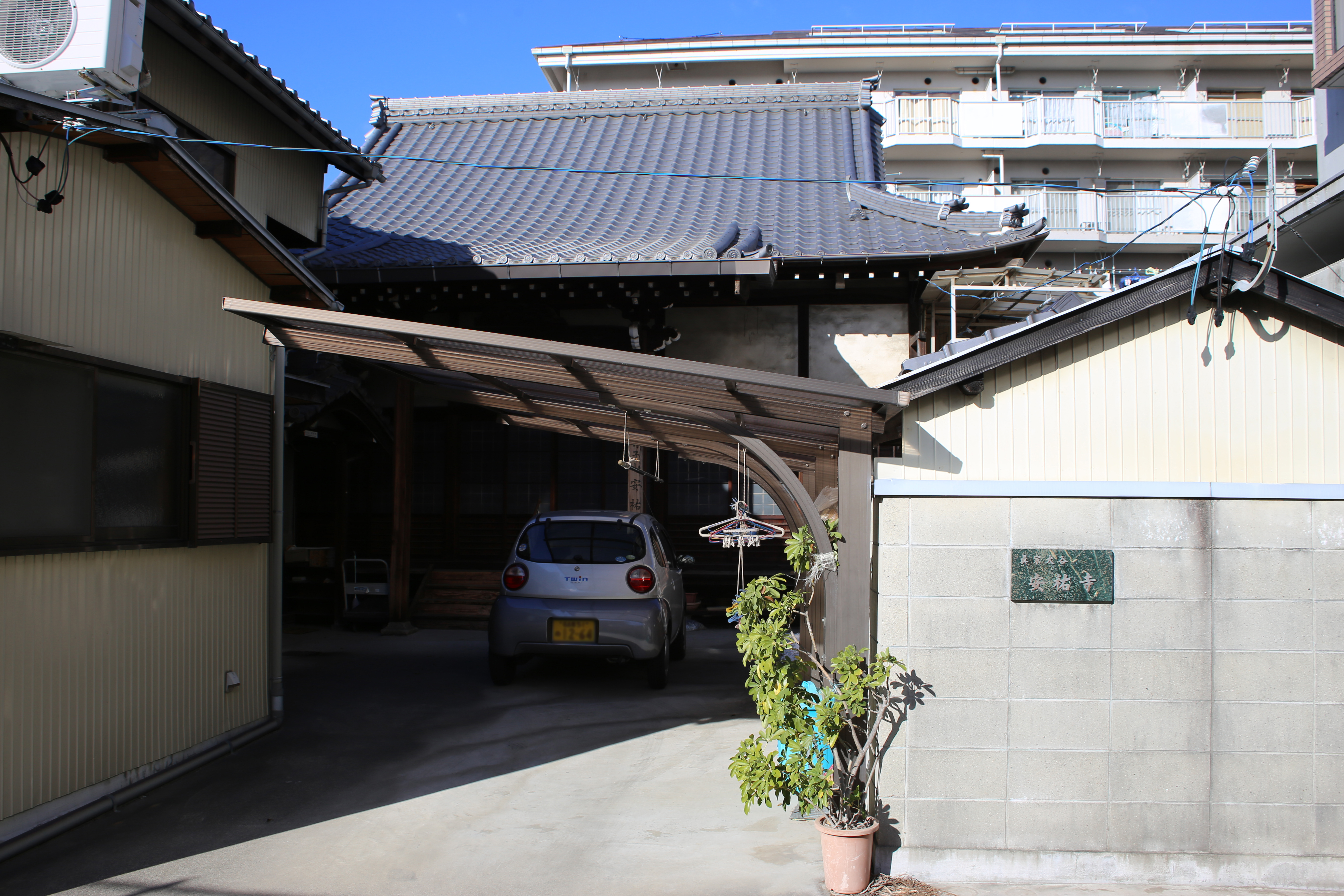
安祐寺

## その他

### 日本郵便
- 郵便番号 : 467-0873[4]（集配局：瑞穂郵便局[24]）。

### 統計資料
- 名古屋市総務局企画室統計課 編『昭和31年版 名古屋市統計年鑑』名古屋市、1957年。
- 名古屋市総務局企画部統計課 編『昭和41年版 名古屋市統計年鑑』名古屋市、1967年。
- 名古屋市総務局統計課 編『昭和51年版 名古屋市統計年鑑』名古屋市、1977年。
- 名古屋市総務局統計課 編『昭和60年国勢調査 名古屋の町・丁目別人口（昭和60年10月1日現在）』名古屋市役所、1986年。
- 名古屋市総務局企画部統計課 編『平成2年国勢調査 名古屋の町（大字）別・年齢別人口（平成2年10月1日現在）』名古屋市役所、1994年。
- 名古屋市総務局企画部統計課 編『平成7年国勢調査 名古屋の町（大字）・丁目別人口（平成7年10月1日現在）』名古屋市役所、1996年。